# Zhari Namco
El lago Zhari Namco o lago Trari Nam （en tibetano: བཀྲ་རི་གནམ་མཚོ, wylie: bkra ri gnam mtsho，en chino simplificado, 扎日南木错） es un lago salado de montaña de China, localizado en la meseta de Changtang, en la frontera entre el xián de Coqên, de la prefectura de Ngari y el xián de Ngamring de la prefectura de Xigazê, en la Región Autónoma del Tíbet.
El lago está situado a una altitud de 4.613 m y tiene una superficie de 996,9 km²,  drenando una cuenca de 15,433.2 km². Tiene una longitud de 54,3 km y una anchura media de 18,36 km, con un máximo 26,2 km.